# Aphodius latipes
Aphodius latipes là một loài bọ cánh cứng trong họ Scarabaeidae. Loài này được Paulian miêu tả khoa học năm 1942.